# Аргентина на Зимским олимпијским играма 2010.
Аргентини је ово било седамнаесто учешће на Зимским олимпијским играма. На Олимпијским играма 2010., у Ванкуверу, Британска Колумбија у Канади учествовали су са 7 учесника (4 мушкараца и 3 жене), који су се такмичили у три спорта.
На свечаном отварању заставу Аргентине носио је аплски скијаш Кристијан Хавијер Симари Биркнер.

## Учесници по спортовима
| Спорт           | Мушкарци | Жене | Укупно |
| --------------- | -------- | ---- | ------ |
| Алпско скијање  | 2        | 3    | 5      |
| Скијашко трчање | 1        | 0    | 1      |
| Санкање         | 1        | 0    | 1      |
| Укупно(3)       | 4        | 3    | 7      |

## Алпско скијање

### Мушкарци
| Такмичар                         | Дисциплина       | Резултати    | Резултати    | Резултати      | Резултати      | Резултати      |              |
| Такмичар                         | Дисциплина       | 1. трка      | 2. трка      | Укупно         | Заостатак      | Пласман/учес   |              |
| -------------------------------- | ---------------- | ------------ | ------------ | -------------- | -------------- | -------------- | ------------ |
| Кристијан Хавијер Симари Биркнер | Слалом           | 51,35 (31)   | 53,37 (26)   | 1:44,72        | 5,40           | 26 / 48 (102)  |              |
| Кристијан Хавијер Симари Биркнер | Суперкомбинација | 2:00,58 (44) | Није завршио | Није завршио   | Није завршио   | Није завршио   | Није завршио |
| Кристијан Хавијер Симари Биркнер | Велеслалом       | 1:20,87 (39) | 1:23,76 (37) | 2:44,63        | 6,80           | 34 / 81 (103)  |              |
| Кристијан Хавијер Симари Биркнер | Спуст            |              |              | 2:01,67        | +7,36          | 55 / 59 (64)   |              |
| Кристијан Хавијер Симари Биркнер | Супервелеслалом  |              |              | Није стартовао | Није стартовао | Није стартовао |              |
| Агустин Торес                    | Слалом           | Није завршио | Није завршио | Није завршио   | Није завршио   | Није завршио   |              |
| Агустин Торес                    | Велеслалом       | 1:25,14 (61) | 1:28,12 (55) | 2:53,26        | 15,43          | 54 / 81 (103)  |              |

### Жене
| Такмичарке                  | Дисциплина       | Резултати     | Резултати     | Резултати     | Резултати     | Резултати      |               |
| Такмичарке                  | Дисциплина       | 1. трка       | 2. трка       | Укупно        | Заостатак     | Пласман/ учес. |               |
| --------------------------- | ---------------- | ------------- | ------------- | ------------- | ------------- | -------------- | ------------- |
| Марија Белен Симари Биркнер | Слалом           | 58,99 (54)    | Није завршила | Није завршила | Није завршила | Није завршила  |               |
| Марија Белен Симари Биркнер | Суперкомбинација | 1:30,19 (28)  | Није завршила | Није завршила | Није завршила | Није завршила  | Није завршила |
| Марија Белен Симари Биркнер | Велеслалом       | 1:23,60 (52)  | 1:18,78 (45)  | 2:42,38       | 15,27         | 46 / 60 (86)   |               |
| Марија Белен Симари Биркнер | Спуст            |               |               | 1:53,62       | 9,43          | 29 / 37 (45)   |               |
| Марија Белен Симари Биркнер | Супервелеслалом  |               |               | 1:27,24       | 7,10          | 31 / 38 (53)   |               |
| Макарена Симари Биркнер     | Слалом           | 56,84 (44)    | 55,51 (34)    | 1:52,35       | 9,46          | 36 / 55 (78)   |               |
| Макарена Симари Биркнер     | Суперкомбинација | 1:29,56 (27)  | 46,81 (21)    | 2:16,37       | 7,23          | 26 / 28 (35)   |               |
| Макарена Симари Биркнер     | Велеслалом       | 1:23,29 (51)  | 1:18,73 (44)  | 2:42,02       | 14,91         | 45 / 60 (86)   |               |
| Макарена Симари Биркнер     | Спуст            |               |               | 1:54,25       | 10,06         | 31 / 37(45)    |               |
| Макарена Симари Биркнер     | Супервелеслалом  |               |               | 1:27,48       | 7,34          | 32 /38 (53)    |               |
| Никол Гасталди              | Слалом           | Није завршила | Није завршила | Није завршила | Није завршила | Није завршила  |               |
| Никол Гасталди              | Велеслалом       | 1:24,25 (54)  | 1:19,53 (48)  | 2:43,78       | 16,67         | 48 / 60 (86)   |               |

## Скијашко трчање

### Мушкарци
| Такмичар     | Дисциплина     | Финале  | Финале    | Финале      |
| Такмичар     | Дисциплина     | Време   | Заостатак | Место/учес. |
| ------------ | -------------- | ------- | --------- | ----------- |
| Карлос Ланес | 15 км слободно | 41:34,9 | 7:58,6    | 82 / 95(96) |

## Санкање

### Мушкарци
| Такмичар       | Дисциплина  | 1 вожња     | 1 вожња   | 2 вожња     | 2 вожња   | 3 вожња     | 3 вожња   | 4 вожња     | 4 вожња   | Укупно   | Заостатак | Пласман      |
| Такмичар       | Дисциплина  | Резултат    | Заостатак | Резултат    | Заостатак | Резултат    | Заостатак | Резултат    | Заостатак | Укупно   | Заостатак | Пласман      |
| -------------- | ----------- | ----------- | --------- | ----------- | --------- | ----------- | --------- | ----------- | --------- | -------- | --------- | ------------ |
| Рубен Гонзалез | Појединачно | 52,540 (38) | 4.372     | 52,155 (37) | 3.753     | 52,298 (38) | 3.954     | 51,312 (38) | 3.141     | 3:28,305 | 15,220    | 38 / 38 (39) |